# Strandvejens Dampsporvej

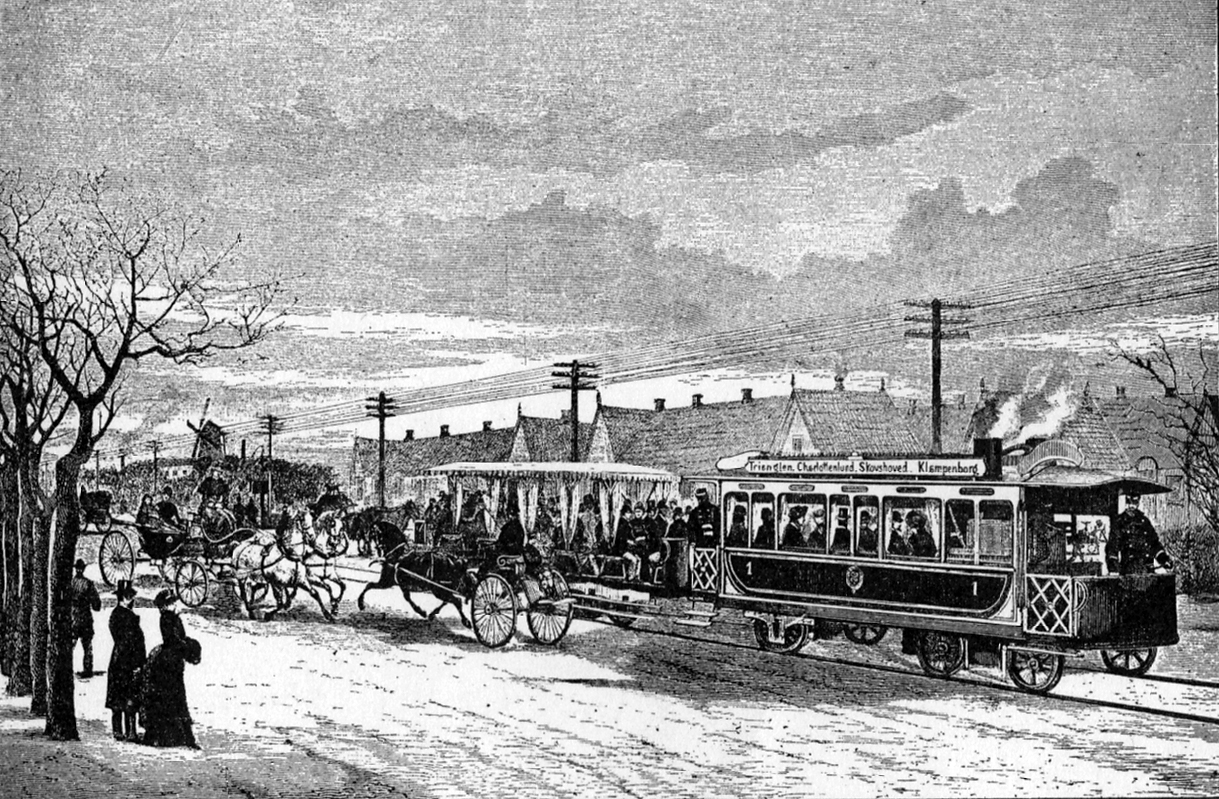
Ångdriven spårvagn vid Svanemøllen.

Strandvejens Dampsporvej var en ångspårvägslinje som gick från Trianglen i norra Köpenhamn och längs 
Strandvejen till Klampenborg. Linjen, som drevs av A/S Strandvejens Dampsporvejs-Selskab, invigdes den 23 mars 1884.
Den södra delen av sträckan från  Trianglen till kommungränsen vid värdshuset Slukefter hade anlagts av Copenhagen Railway Company och dess  efterföljare Kjøbenhavns Sporvei-Selskab mellan åren 1865-1868 som en del av hästspårvägslinjen "Hovedlinjen". 
Strandvejens Dampsporvej var den första spårvagnen utanför Köpenhamns stadsgräns och den första, och enda, danska spårvagnslinjen med ångdrivna vagnar. Systemet var känt från bland annat Wien i Österrike där det hade använts sedan 1883. Men i Köpenhamn gick det inte lika bra. De första ångmaskinerna var för små, och de större och tyngre, som senare införskaffades, slet hårt på rälsen.
De bullriga och väsande fordonen skrämde också hästarna som drog vagnar på den smala och hårt trafikerade vägen. Många råkade i sken och förolyckades och skadeståndsanspråken påverkade bolagets ekonomi negativt. På grund av olyckorna och de allt färre passagerarna inställde bolaget verksamheten den 1 oktober 1892.
Samme dag återupptog Kjøbenhavns Sporvei-Selskab trafiken med hästspårvagnar till Slukefter. Ångspårvägsbolaget försökte, 
under sommaren 1893, att driva resten av linjen med inhyrda hästspårvagnar, men den 31 augusti var det slut och bolaget avvecklades under åren 1896-1897.
Sträckan övertogs av det nybildade  bolaget Hellerup Sporvejsselskab och den 1 juni 1897 var det åter trafik med hästspårvagnar mellan Slukefter och  Klampenborg.
Fem år senare upphörde både bolaget och trafiken när linjen den 30 november 1902 övertogs av Tuborg-Klampenborg Elektriske Sporvej, senare känt som NESA. De byggde om spårvägslinjen till eldrift och, i samarbete med De kjøbenhavnske Sporveje (DKS), förlängdes den till Rådhuspladsen i Köpenhamn.